# Paul Reynaud
Pour les articles homonymes, voir Reynaud.
Paul Reynaud, né le 15 octobre 1878 à Barcelonnette (Basses-Alpes) et mort le 21 septembre 1966 à Neuilly-sur-Seine (Seine), est un homme d'État français.
Député des Basses-Alpes (aujourd'hui Alpes-de-Haute-Provence) puis de Paris, il est plusieurs fois ministre sous la Troisième République, notamment ministre des Finances en 1938 dans le gouvernement Daladier.
Il est président du Conseil du 22 mars au 16 juin 1940, fonction qu'il cumule avec celle de ministre des Affaires étrangères puis de ministre de la Guerre. Au début de la Seconde Guerre mondiale, après la débâcle de juin, Paul Reynaud, alors en désaccord avec les principaux membres du gouvernement et responsables militaires quant à la conduite à tenir (mais disposant de la majorité de son gouvernement), démissionne et se voit remplacé par le maréchal Pétain, qu'il a conseillé au Président Lebrun pour lui succéder, lequel signe l’armistice. Durant l'occupation, il est d'abord emprisonné en France par le régime de Vichy, puis, à partir de 1942, en Allemagne par le IIIe Reich.
Après la guerre, élu dans le Nord, il retrouve un mandat de député ainsi que plusieurs courtes responsabilités ministérielles entre 1948 et 1954.

## Biographie

### Origines
La famille Reynaud est originaire du village de Saint-Paul, bourgade distante de 23 kilomètres de Barcelonnette.
Paul Reynaud, de son nom complet Jean Paul Reynaud, est le petit-fils de Jean-Baptiste Reynaud (né en 1800), qui fut maire de sa commune, et le fils cadet d'Alexandre Reynaud (1840–1913) et d'Amélie Gassier (1848-1948). Son oncle, Hippolyte Gassier (1834–1907), fut conseiller général, député puis sénateur des Basses-Alpes.
Jean-Baptiste Reynaud part chercher fortune au Mexique, où il reste de 1857 à 1875. Outre leur fils aîné Albert (né en 1876 et mort pour la France en 1914), le couple Reynaud-Gassier a également deux filles: Marthe Reynaud (née en 1879) et Léontine Reynaud (née en 1881).

### Isolé sous la Troisième République
Diplômé de l'École des hautes études commerciales (HEC), il suit également des études de droit et devient avocat. Il s’inscrit au barreau de Paris. Il est élu en 1910 premier Secrétaire de la Conférence. Paul Reynaud épouse Jeanne Henri-Robert, la fille du bâtonnier Henri-Robert puis se tourne assez vite vers le monde de la politique. Conseiller général puis député des Basses-Alpes à la Chambre des députés avec le Bloc national d'abord en 1919, il est battu en 1924. Tentant de se représenter dans la Seine lors d'une élection partielle, il est de nouveau battu, cette fois par le communiste Jacques Duclos en 1926, puis est réélu de 1928 à 1940 comme député de Paris.

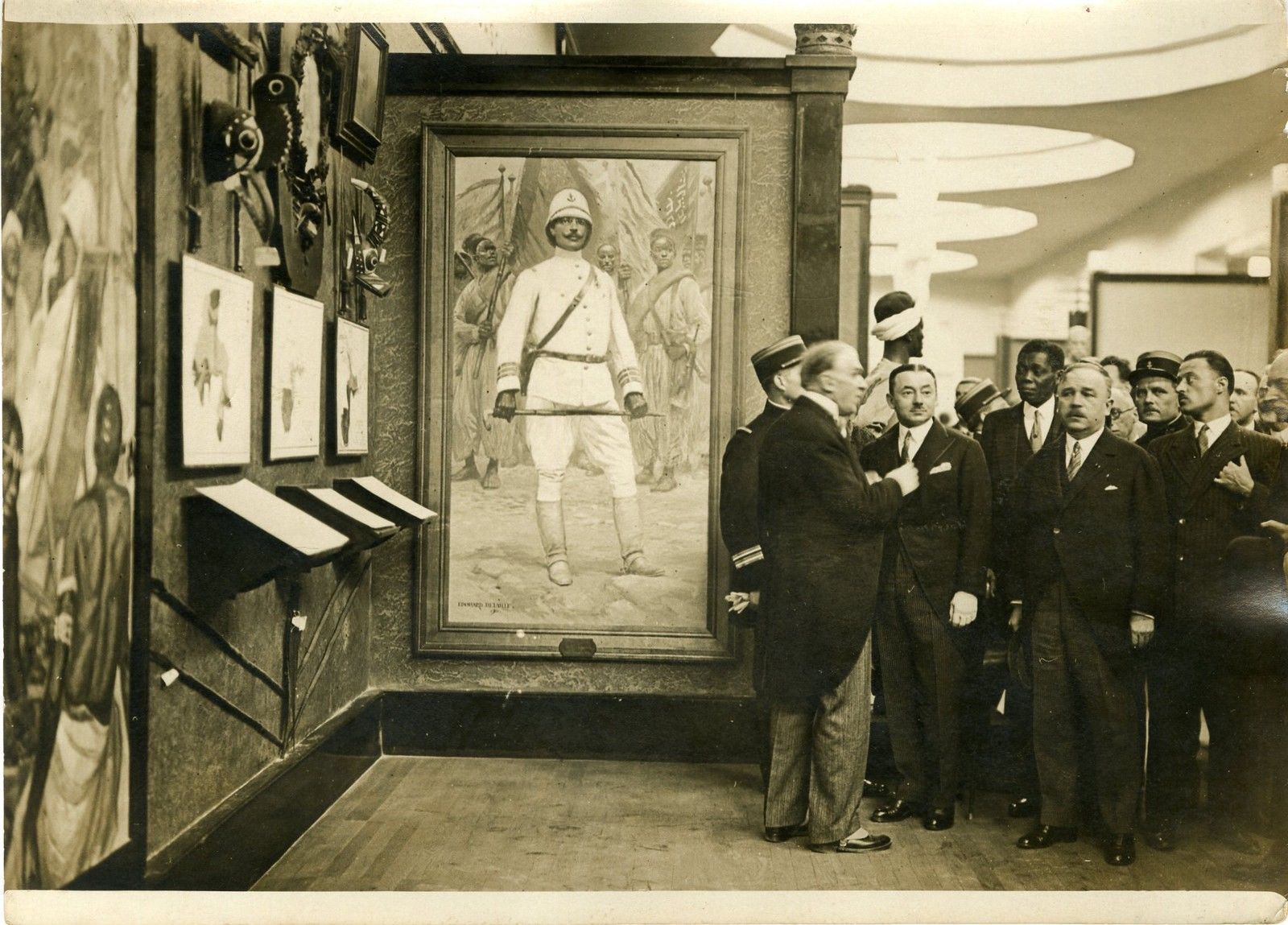
Paul Reynaud lors de l'inauguration du musée permanent des colonies.

Membre du parti de droite modérée Alliance démocratique (en 1934, il relance et prend la présidence de la Ligue républicaine nationale, fondée par Alexandre Millerand dix ans plus tôt),, il se spécialise vers deux domaines très différents, l'économie et la défense, pour lesquels il adopte tout de suite des positions hétérodoxes. Ainsi, il préconise une dévaluation du franc pour affronter la crise de 1929, qui atteint la France en 1931 alors que l'opinion reste très attachée au mythe du franc Poincaré depuis 1926. L'originalité de sa réflexion le marginalise au parlement. En dépit de cet isolement relatif, son talent d'orateur parlementaire ainsi que ses réseaux dans le monde de la finance et de l'industrie le rendent incontournable lors de la formation, toujours délicate, des gouvernements. Il est ainsi plusieurs fois ministre sous la Troisième République et il est chargé des portefeuilles des Finances, des Colonies et de la Justice. C'est en tant que ministre des Colonies qu'il inaugure l'Exposition coloniale internationale de 1931 (on peut encore voir le salon qui lui servait de lieu de réception et de bureau au palais de la Porte Dorée).
En décembre 1934, il rencontre le colonel de Gaulle qui cherche à faire valoir son point de vue sur l'utilisation des divisions blindées. Reynaud devient alors l'un des rares hommes politiques à se rallier à la stratégie de de Gaulle et propose de refondre la stratégie militaire en fonction d'une utilisation systématique des chars. En politique étrangère, il fait partie avec Georges Mandel des « bellicistes » qui refusent toute concession à l'Allemagne nazie qu'il perçoit comme le retour du pangermanisme anti-français. Dans l'opposition en 1936, il voyage en Europe pour mesurer la menace allemande.

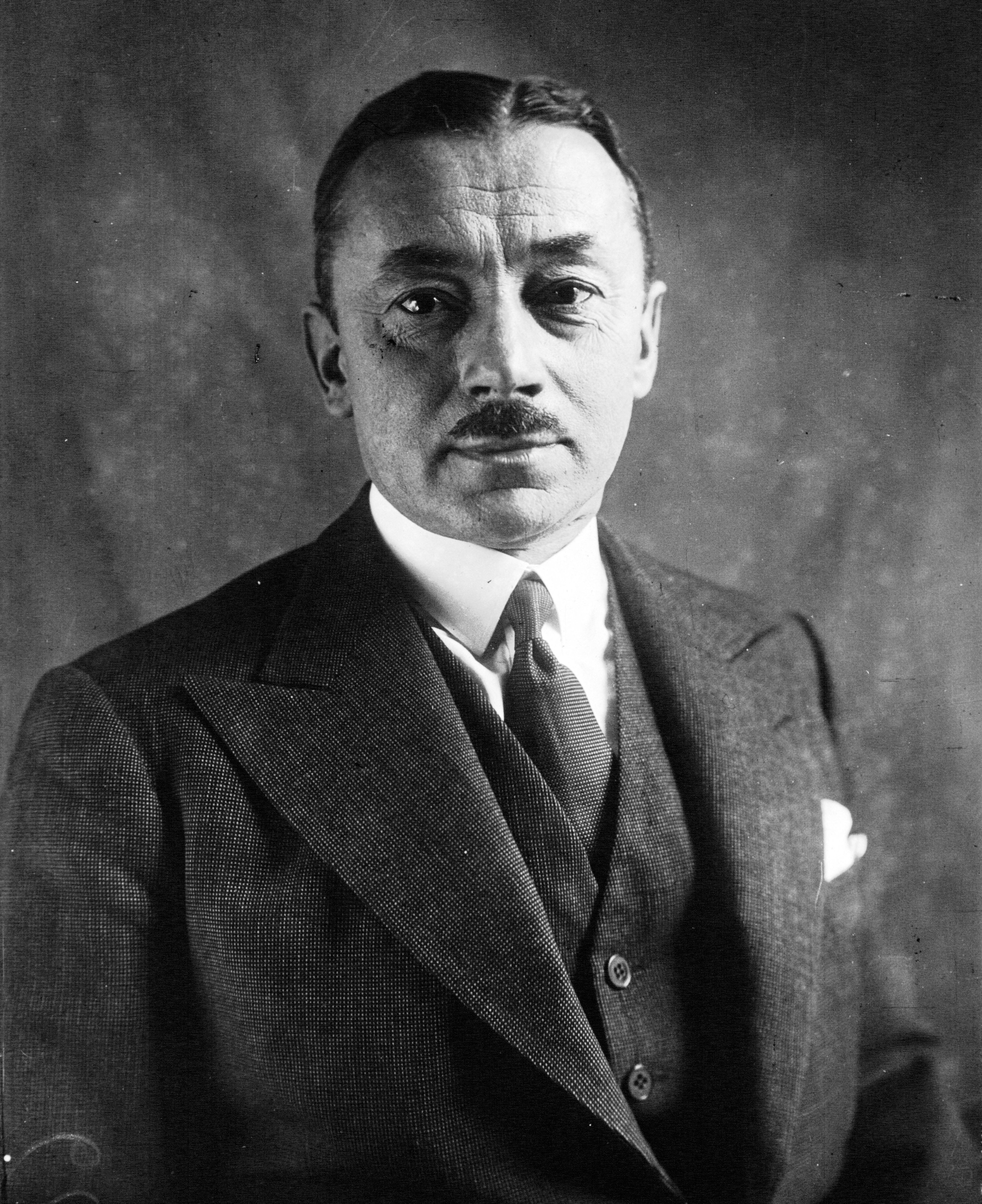
Paul Reynaud, portant moustache, en 1933.

En opposition avec Pierre-Étienne Flandin, qui plaide un accommodement avec l'Italie et même l'Allemagne, Reynaud refuse tout compromis affirmant : « La politique de paix à tout prix, c'est la politique de guerre ». Les accords de Munich sont une défaite pour lui, même s'il vote la confiance au Parlement pour les ratifier. Il est encore en rupture avec la ligne directrice de son parti et celle du parti radical-socialiste d'Édouard Daladier sur ce sujet.
Nommé ministre des Finances en novembre 1938, il applique une énergique politique rigoriste par décrets-lois : dévaluation du franc, hausse des impôts, réarmement, économies drastiques sur d'autres postes, majoration du plafond des heures supplémentaires (+15 %).
Un des points phares de sa politique est la fin de la semaine de 40 heures, qui est une provocation à l’égard des syndicats. En remontant la durée légale du travail hebdomadaire à 41,5 heures, il espérait remporter un affrontement avec la CGT, et se légitimer face au PCF qui avait voté contre les accords de Munich. La rupture au sein du Front populaire - déjà très fragilisé - est patente. La CGT n’évite pas le piège, et appelle à une grève générale pour le 30 novembre. Paul Reynaud gagne la bataille en licenciant les grévistes et en faisant évacuer par la force les usines occupées. Cette politique permet de financer le réarmement, grâce au retour des capitaux, et cette activité permet de relancer la croissance du PIB. Il déclare alors : « Croyez-vous que la France puisse à la fois maintenir son train de vie, dépenser 25 milliards d'armement et se reposer deux jours par semaine ? ».

### Seconde Guerre mondiale
En septembre 1939, il déclare : « Nous vaincrons parce que nous sommes les plus forts ». Interrogé après la fin de la guerre sur cette phrase, Paul Reynaud affirma avoir toujours eu en tête qu'il s'agirait d'une guerre mondiale, continuation de la première.
Paul Reynaud rencontre en février 1940 Winston Churchill à Versailles, en présence de quelques journalistes dont Lucien Romier. Ils évoquent la ligne à suivre pendant la guerre. Deux auteurs isolés prétendant qu'ils signent alors un pacte secret selon lequel si l'armée française capitule, le gouvernement français s'exilera à Londres, comme ceux de Tchécoslovaquie et de Pologne: aucune source ne confirme ces allégations.
Le colonel de Villelume, un conseiller écouté et très sceptique sur les capacités du générale Gamelin, convainc Paul Reynaud que le plan Dyle-Breda est une erreur, les forces alliées étant inférieures aux troupes allemandes. Cependant, Reynaud change d’avis après avoir vu le colonel de Gaulle le 24 mars 1940. 
Reynaud est nommé, le 22 mars 1940, président du Conseil et ministre des Affaires étrangères par le président Albert Lebrun. L'expédition militaire en Norvège était dans les cartons depuis le début de la guerre russo-finlandaise. Il s'agit d'aider la Finlande agressée par l'Union soviétique. Les Franco-Britanniques décident de mouiller des mines dans les eaux territoriales norvégiennes , puis les Allemands envahissent le Danemark et la Norvège; après la défaite de l'armée norvégienne, le roi et le gouvernement se réfugient en Grande-Bretagne pour continuer la lutte. Le but de l'opération franco-britannique de Narvik était d'interrompre l'approvisionnement de minerai de fer suédois vers l'Allemagne. Au Parlement, Reynaud proclame alors : « la route du fer est coupée ! ». Le 9 mai 1940, devant la tournure que prennent les événements, Paul Reynaud remet sa démission mais se rétracte devant l'insistance du président Lebrun et le début de l'offensive allemande aux Pays-Bas, en Belgique et au Luxembourg, le 10 mai 1940.
Le gouvernement français, présidé par Reynaud a signé le 28 mars 1940 avec la Grande-Bretagne une convention selon laquelle aucun des deux pays ne signerait de paix séparée avec l'Allemagne. Daladier s'était toujours opposé à une telle convention, or Reynaud la signe sans faire préciser quelle serait la contribution britannique à la guerre, notamment du point de vue de l'aviation. Cette convention n'est même pas discutée au sein du Conseil des ministres ou présentée au Parlement alors qu'elle engage la France sur le plan international. Elle pèsera beaucoup sur les relations franco-britanniques.

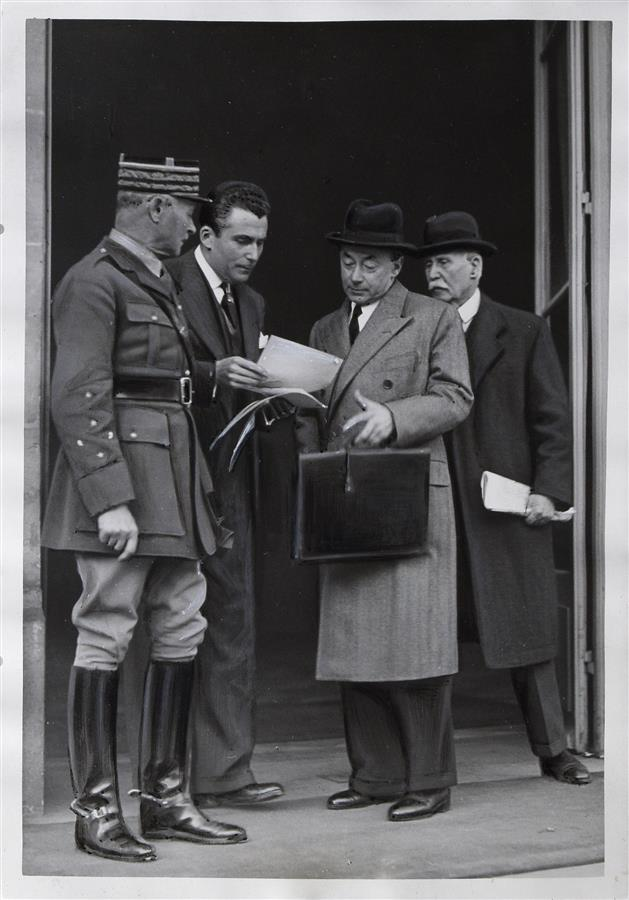
Maxime Weygand, Paul Baudouin, Paul Reynaud et Philippe Pétain en mai 1940.

Après la percée de Sedan du 15 mai, qui voit les Panzerdivisionen prendre à revers les armées franco-belgo-britanniques en Belgique, il apprend avec stupeur, de la bouche du commandant en chef français Gamelin, qu'il n'y a pas de réserve pour contre-attaquer, et cela en présence de Winston Churchill stupéfait comme lui. Il reprend alors le portefeuille de la Guerre à Édouard Daladier et, le 18 mai 1940, s'adjoint le maréchal Pétain comme vice-président, Georges Mandel, l'ancien chef de cabinet de Clemenceau, comme ministre de l'Intérieur, et le général de Gaulle, pour lequel il a une grande estime, comme sous-secrétaire d'État à la Guerre et à la Défense nationale, le 6 juin.
Sur le front, les Britanniques de lord Gort reçoivent l'ordre de retraiter de Belgique vers le port de Dunkerque en vue d'un rembarquement et le Roi Leopold III signe une reddition de ses troupes. L'amiral français Abrial, commandant la place de Dunkerque, mis au courant de la décision de Londres le 25 mai, reçoit à son tour l'ordre d'évacuer les Français le 28: malgré une certaine mauvaise grâce de lord Gort et d'autres militaires britanniques, 340 000 soldats alliés sont transportés lors de l'évacuation de Dunkerque, dont 130 000  à   140 000 Français, selon les sources,, notamment grâce à l'engagement personnel de Churchill.
Justifiant ce repli, le 28 mai, Reynaud condamne dans un discours radiophonique la reddition de l'armée belge et accuse le roi des Belges Léopold III de l'avoir signée sans prévenir les Alliés. Reynaud ignorait probablement que le roi avait envoyé des messages radios au général Blanchard chef des armées françaises du nord, pour le prévenir de l'effondrement imminent de son armée: après dix-huit jours de combat, dont la bataille d'arrêt de la Lys, elle commençait à manquer de munitions et était exposée sur son flanc Sud par la retraite de l'armée britannique qui n'avait rien prévu pour l'embarquer ; lord Gort dit alors à l'attaché militaire britannique en Belgique, à savoir l'amiral Sir Roger Keyes : « J'espère que les Belges ne nous prennent pas pour des salauds ». Le roi avait fait signer la reddition par le sous-chef d'état-major pour montrer qu'il ne s'agissait que d'un acte limité au théâtre des opérations et non d'un armistice à portée politique. En effet, les principaux membres du gouvernement belge réfugié à Paris voulaient poursuivre la lutte avec les soldats belges (ce qui fut le cas, jusqu'en 1945, pour les aviateurs, les marins et les troupes coloniales, non impliqués dans la reddition). Paul-Henri Spaak et Hubert Pierlot se rangent derrière la condamnation de Reynaud d'une part, par déception que le roi ne se soit pas soustrait à la captivité pour continuer la lutte avec eux (base de la question royale, qui divise l'opinion publique jusqu'à l'abdication du roi en 1950), mais aussi pour dédouaner la Belgique de l'accusation de trahison, ce qui d'après Reynaud, menaçait les centaines de milliers de Belges (on a avancé qu'ils étaient des millions) réfugiés en France d'être pris à partie et tenus comme responsables des événements. Même les jeunes recrues de l'armée belge (les CRABS) arrivés dans des conditions difficiles par train ou en vélo furent menacées.
Après le rembarquement de Dunkerque, l'armée française se trouve dans une situation désespérée pour poursuivre la lutte en métropole. Paris doit être déclarée ville ouverte, aucune ligne de front ne peut être envisagée (échec du plan du « réduit breton »). Commence alors l'affrontement entre les partisans de la continuation des combats, comme Reynaud, Mandel et de Gaulle, et les tenants d'un armistice groupés autour de Pétain et Weygand, tandis que le 10 juin, en prévision de l'entrée des Allemands à Paris, les pouvoirs publics se réfugient à Tours, puis à Bordeaux.

#### Conférences de Briare les 11 et 12 juin et de Tours le 13 juin 1940
Après l’évacuation de 340 000 Franco-Britanniques lors de la bataille de Dunkerque (31 mai–3 juin 1940), la Wehrmacht lance une offensive le 5 juin contre une armée française considérablement affaiblie, car un important matériel a été perdu en Belgique et dans les Flandres. Le 10 juin, le Gouvernement français, abandonne la capitale, déclarée ville ouverte et se réfugie sur les bords de Loire.
Winston Churchill et Anthony Eden arrivent à Briare (Loiret) pour conforter Paul Reynaud, le maréchal Pétain et le général Weygand, ces deux derniers partisans d’un armistice rapide pour éviter l’anéantissement. Churchill estime immédiatement qu'un seul membre du Gouvernement français n'a pas sombré dans le pessimisme total, le général de Gaulle, tout récemment nommé sous-secrétaire d’État à la Guerre. Comme Churchill, celui-ci raisonne en termes planétaires et ne limite pas ce conflit, désormais mondial, à un simple enjeu franco-allemand.
D’emblée, le général Weygand demande l’intervention massive de la RAF, seule susceptible de changer le cours de la bataille. Devant le refus de Churchill qui a un besoin absolu de ces 25 escadrilles de chasse pour la défense du Royaume-Uni, l’alliance franco-britannique se brise. En effet, au nom de la parole donnée, Churchill exigeait de Paul Reynaud le maintien de la France dans la guerre, mais au nom de l’intérêt suprême du Royaume-Uni, refusait de mettre tous ses moyens militaires dans la bataille de France, comme il les avait déjà refusés lors de la campagne des 18 jours au cours de la bataille de Belgique.
Le 13 juin, le dernier conseil allié a lieu à Tours. Reynaud demande à Churchill quelle serait l'attitude de l'Angleterre si la France en venait à demander une cessation séparée des combats. Churchill conseille d'attendre la réponse à la demande d'aide adressée à Roosevelt, tandis qu'il écrit lui-même le soir au président américain : "Les Français sont à peu près fichus. Weygand a préconisé un armistice pendant qu'il a assez de troupes pour empêcher la France de sombrer dans l'anarchie. Reynaud nous a demandé si, en raison des sacrifices et des souffrances de la France, nous la délierions de son obligation de ne pas conclure une paix séparée. Je n'ai pas hésité au nom du gouvernement britannique à refuser de consentir à un armistice ou une paix séparée".
Un conseil des ministres a lieu dans la soirée, où Weygand a été invité. Les ministres reprochent à Reynaud de ne pas avoir fait venir Churchill. Weygand fait état de la situation militaire, encore aggravée. Il indique que le devoir du gouvernement est de rester en France métropolitaine et que lui-même, "dût-on lui mettre les fers aux pireds" ne quitterait pas le sol national. Pétain fait une déclaration dans laquelle il demande l'armistice le plus rapidement possible et dénie le droit au gouvernement de quitter le territoire. Reynaud rappelle les engagements de la France vis-à-vis de l'Angleterre et refuse l'idée d'armistice. Devant les pressions de Weygand, il compare Hitler à Gengis Kahn, aucune transaction digne n'étant possible avec lui. Reynaud dispose d'une majorité de ministres favorables à la poursuite des combats, mais pourtant il n'en profite pas pour mettre un terme à la campagne défaitiste de Pétain et Weygand, en les renvoyant. Il avait tenté de sonder Charles Huntziger par De Gaulle pour remplacer Weygand, mais sans succès.

#### Armistice de 1940
Paul Reynaud tente alors de persuader Weygand de faire capituler ce qui reste de l'armée en métropole et de transférer la Flotte et l'Aviation en Afrique du Nord pour continuer la guerre.
Weygand s'y oppose absolument au nom de « l'honneur de l'armée » et avance plusieurs arguments :
- arguments militaires : il n'existe aucune installation industrielle quelconque en Afrique du Nord pour continuer la guerre et une capitulation entraînerait l'occupation de tout le territoire, la reddition de toutes les troupes et la saisie de toutes les armes, y compris de la flotte. De plus, les troupes françaises présentes en Afrique du Nord sont très peu nombreuses et très mal équipées (elles ne seront réarmées qu'en 1943 par les Américains).
- arguments politiques : c'est le Gouvernement qui a pris la décision de la guerre, c'est lui qui doit prendre la décision de l'arrêter ; de plus, depuis le 25 mars, un accord avec l’Angleterre exclut toute paix séparée ; comme argument supplémentaire, Weygand ajoute que tout le monde aura oublié Paul Reynaud dans les six mois à venir s'il quitte la France, à cause de l'instabilité ministérielle qui caractérise le régime. Bien que disposant d'une majorité de ministres contre l'armistice, Paul Reynaud ne se sent pas soutenu et n'a pas voulu trancher ce débat dans le vif en révoquant Weygand.

La démission de Paul Reynaud et son remplacement par le maréchal Pétain, pour demander un armistice au Reich devint donc inévitable (16–17 juin), d'autant plus que comme Reynaud, le président de la République française Albert Lebrun et le président de la Chambre des députés Édouard Herriot pensent faire un coup politique en laissant Pétain faire la démonstration de l’impossibilité de négocier avec Hitler, puis revenir au pouvoir en fin de semaine.
Jean Monnet, depuis Londres où le général de Gaulle est en mission, imagine et propose à Reynaud le projet d'Union franco-britannique, qui fusionnerait les nations et institutions françaises et britanniques pour continuer la guerre.
Après l'échec le 16 juin 1940 de ce projet défendu par Winston Churchill et Charles de Gaulle, mais à vrai dire quasiment impossible à mettre en place dans une telle conjoncture, et face au ralliement progressif des membres de son gouvernement au souhait du maréchal Pétain de demander les conditions d'armistice, Paul Reynaud présente sa démission au président Lebrun qui l'accepte.
Concernant la possibilité d'une poursuite des combats depuis l'Afrique du Nord, le général Noguès adresse un télégramme à Weygand avant la signature de l'armistice au sujet de l'état d'esprit qui y règne : "L'Afrique du Nord tout entière est consternée. Les troupes de terre, air, mer, demandent à continuer la lutte pour sauver l'honneur et conserver l'Afrique du Nord à la France. En admettant même qu'elle nous soit laissée, nous perdrions la confiance des indigènes à jamais si nous ne faisions pas un geste de ce genre". Le député Pierre Dhers, au moment de la commission parlementaire sur les événements survenus entre 1933 et 1945, a résumé la position de Weygand et celle de Reynaud - à l'égard d'une poursuite des combats depuis l'Afrique du Nord : "Le tout était de le vouloir, ce qui ne fut pas le cas du général Weygand, et de le vouloir en temps utile, ce qui ne fut pas le cas de M. Paul Reynaud".
Le 28 juin 1940, alors qu'il a quitté Bordeaux, il est à l'origine d'un accident de voiture à la Peyrade, entre Frontignan et Sète. Sa compagne, la comtesse Hélène de Portes (1902–1940) (qui exerçait sur lui une forte influence, y compris dans les négociations franco-anglaises avant le cessez-le-feu franco-allemand) y trouve la mort. Reynaud et elle projetaient de se marier. L'enquête a démontré la non-responsabilité de Paul Reynaud.

### Emprisonnement pendant la guerre
Le maréchal Pétain, nommé chef du gouvernement, propose à Reynaud le poste d'ambassadeur auprès des États-Unis, mais Reynaud décline l'offre. Il se retire dans sa résidence du Plan, à Barcelonnette, mais est mis, dès le 22 juillet 1940, sous surveillance de la gendarmerie. Pétain craignait qu'il ne quitte la France, voire rejoigne de Gaulle à Londres. La zone étant démilitarisée, et Barcelonnette à 15 km seulement de la ligne de démarcation de la zone d'occupation italienne, la fuite aurait été aisée pour Reynaud. Le dispositif de surveillance est rapidement renforcé : renforts de la Sûreté, barrages routiers, et Reynaud est arrêté de nuit, le 7 septembre, pour être emprisonné au château de Chazeron (Puy-de-Dôme).
Il est ensuite transféré à Vals-les-Bains en Ardèche où il retrouve Mandel puis le 15 novembre 1941, au fort du Portalet dans les Basses-Pyrénées (actuelles Pyrénées-Atlantiques), accusé d'être l'un des responsables de la défaite.
Après l'occupation de la zone libre en novembre 1942, il est pris par les Allemands et emprisonné au camp de Sachsenhausen, à une trentaine de kilomètres de Berlin. Le 11 mai 1943, il est transféré au château d'Itter, dans le Tyrol, où il retrouve Daladier, Gamelin et Jouhaux. En juillet, Christiane Mabire, collaboratrice et future femme de Reynaud, le rejoint à Itter. Les conditions de détention sont totalement différentes ; journaux et radio sont à disposition. Selon Reynaud, « les maîtres se conduisent tout de même mieux que leurs valets de Vichy ».
Il est libéré le 7 mai 1945 par les troupes américaines après la brève bataille du château d'Itter. Le 23 juillet 1945, il est le premier témoin entendu au procès du Maréchal Pétain ; pendant près de trois heures, il cherche à justifier ses décisions de juin 1940 jusqu'à sa démission.

### Après-guerre

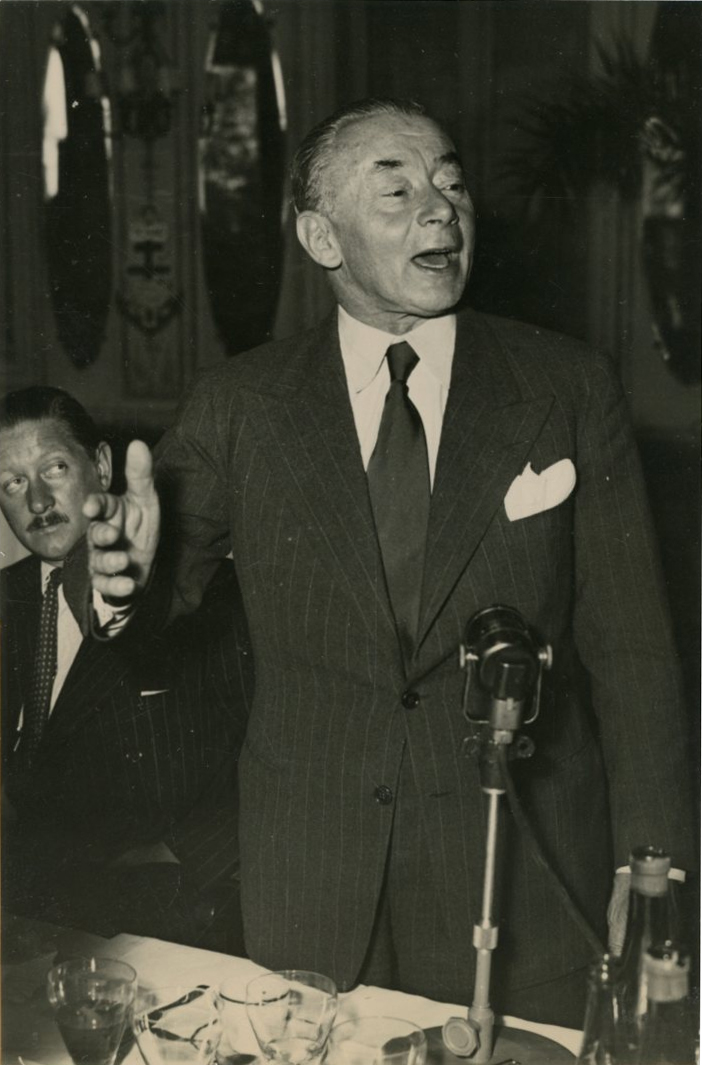
Paul Reynaud vers 1948.

Au sortir des années Vichy, Paul Reynaud doit, en dépit de sa déportation, faire face à l'hostilité que lui manifeste la droite.
Par la suite, il siège de novembre 1946 à 1962 à l'Assemblée nationale en tant que député du Nord. Il devient ministre de l'Économie nationale et des Finances durant le bref gouvernement André Marie de l'été 1948. Au cours de la IVe République, il se joint au Centre national des indépendants et paysans puis le quitte au cours de la guerre d'Algérie à cause de la veine nationaliste qui domine les débats au sein du parti à l'époque. Il siège dès 1952 à l'Assemblée commune de la Communauté européenne du charbon et de l'acier. Avec Albert Denvers, il obtient en 1956 la localisation définitive à Dunkerque du complexe Usinor de sidérurgie sur l'eau, de préférence au Havre.
Il appuie la formation de Fraternité mondiale (World brotherhood), un mouvement civique transnational initié par des Américains et fondé par des chrétiens et des juifs luttant notamment contre l'antisémitisme, dès sa formation à Paris en 1950 ; il est le président d'honneur de sa section parisienne et a participé à ses congrès et à ses rencontres, y tenant des discours. Il donne des conférences aux États-Unis en 1951, à l'invitation des dirigeants américains de World brotherhood. Il préside le Comité français pour l'Europe libre (CFEL), fondé en 1952 et qui fédère des anticommunistes (hommes et femmes politiques, journalistes, entrepreneurs, intellectuels). Henri Frenay est son délégué général. Reynaud quitte sa présidence lorsqu'il est nommé à la vice-présidence du Conseil des ministres en octobre 1953,.
Rallié aux conceptions institutionnelles de Charles de Gaulle en 1958, il préside le Comité consultatif constitutionnel. Cette même année, intéressé par la présidence de l'Assemblée nationale et soutenu officieusement par le Général, il est cependant battu par le gaulliste Jacques Chaban-Delmas.
Il rompt avec le général de Gaulle en 1962 et s'oppose à l'élection du président de la République au suffrage universel direct proposée par de Gaulle, en étant le premier signataire de la motion de censure du 4 octobre 1962 (référendum du 28 octobre 1962). Ainsi, jouant un rôle essentiel dans cette motion de censure qui renverse le gouvernement Pompidou, il préside ensuite le « cartel des non », lors du référendum sur l'élection au suffrage universel du président de la République, ce qui lui vaut sa défaite électorale : il est battu par Jules Houcke (UNR) lors des législatives de novembre 1962. Il soutient ensuite Jean Lecanuet au premier tour puis François Mitterrand au second lors de l'élection présidentielle de 1965.

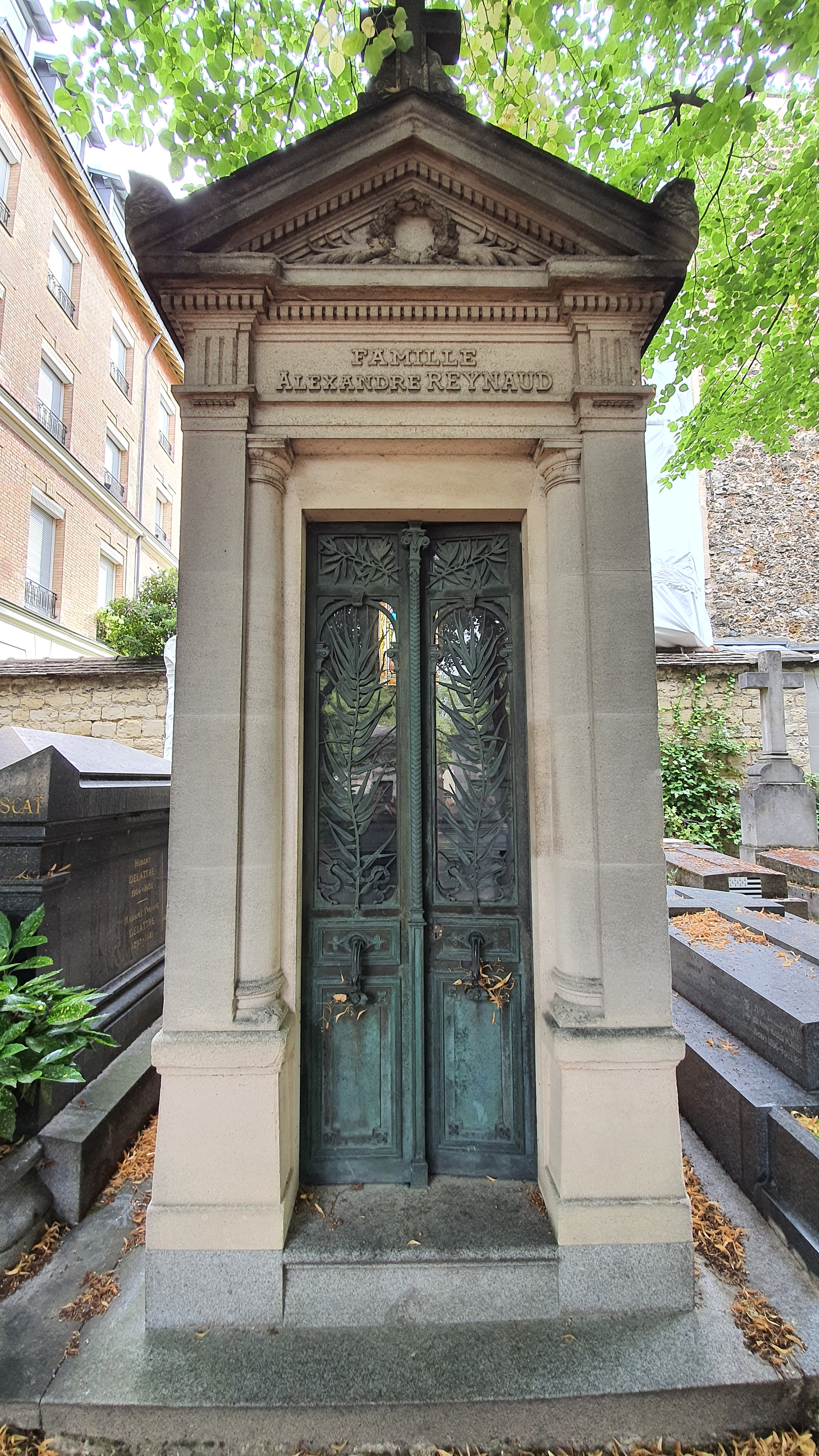
Sépulture de Paul Reynaud, au cimetière du Montparnasse.

Il meurt le 21 septembre 1966 à l'hôpital américain de Neuilly-sur-Seine des suites d'une opération de l'appendicite, à près de 88 ans. Les obsèques nationales ne lui sont pas accordées. Il est inhumé à Paris, au cimetière du Montparnasse (chapelle de la famille Alexandre Reynaud, 22e section).

### Descendance
Paul Reynaud a eu quatre enfants :
- Colette Reynaud (1914–2010), issue de son premier mariage avec Jeanne Henri-Robert (1893–1983)

Et de son second mariage, célébré en décembre 1949 à Versailles, avec Christiane Mabire (1913–2002), sa plus proche collaboratrice, rescapée du camp de Ravensbrück :
- Serge, né le 12 décembre 1945, vice-président de la Citicorp-Citibank à Paris, marié en premières noces en 1970 avec Helen Currie Stetson, de nationalité américaine[36], et en secondes noces, le 6 octobre 1978 avec Marie-France Champagne, avec laquelle il a trois enfants : Charlotte, François et Camille[37].
- Evelyne (née en 1949), épouse de Dominique Demey, dont postérité
- Alexandre (né en 1954), dont postérité

Ses quatre enfants prennent ensuite le patronyme « Paul-Reynaud ».
Depuis 1930 et jusqu'à la mort accidentelle de cette dernière en 1940, il avait pour compagne Hélène de Porte, divorcée du marquis Henri de Porte.

## Détail des mandats et fonctions

### Au gouvernement
| Fonction                                                                                       | Gouvernement                        | Période                               |
| ---------------------------------------------------------------------------------------------- | ----------------------------------- | ------------------------------------- |
| Ministre des Finances                                                                          | André Tardieu (2)                   | du 2 mars au 13 décembre 1930         |
| Ministre des Colonies                                                                          | Pierre Laval (1), (2) et (3)        | du 27 janvier 1931 au 20 février 1932 |
| Vice-président du Conseil, ministre de la Justice et du Contrôle des administrations publiques | André Tardieu (3)                   | du 20 février au 3 juin 1932          |
| Ministre de la Justice                                                                         | Édouard Daladier (3)                | du 10 avril au 1er novembre 1938      |
| Ministre des Finances                                                                          | Édouard Daladier (3), (4) et (5)    | du 1er novembre 1938 au 21 mars 1940  |
| Président du Conseil                                                                           | Paul Reynaud                        | du 21 mars au 16 juin 1940            |
| Ministre des Affaires étrangères                                                               | Paul Reynaud                        | du 21 mars au 18 mai 1940             |
| Ministre de la Défense nationale et de la Guerre                                               | Paul Reynaud                        | du 18 mai au 5 juin 1940              |
| Ministre de la Défense nationale et de la Guerre, et des Affaires étrangères                   | Paul Reynaud                        | du 5 juin au 16 juin 1940             |
| Ministre des Finances et des affaires économiques                                              | André Marie                         | du 26 juillet au 5 septembre 1948     |
| Ministre d'État, chargé des relations avec les États associés et des affaires d'Extrême-Orient | Henri Queuille (2)                  | du 3 au 13 juillet 1950               |
| Vice-président du Conseil, chargé des relations avec les États associés                        | Joseph Laniel (1) Joseph Laniel (2) | du 28 juin 1953 au 19 juin 1954       |

### Au Parlement
- 1919-1924 : député des Basses-Alpes
- 1928-1940 : député de la Seine
- 1946-1962 : député du Nord

## Distinctions et hommage

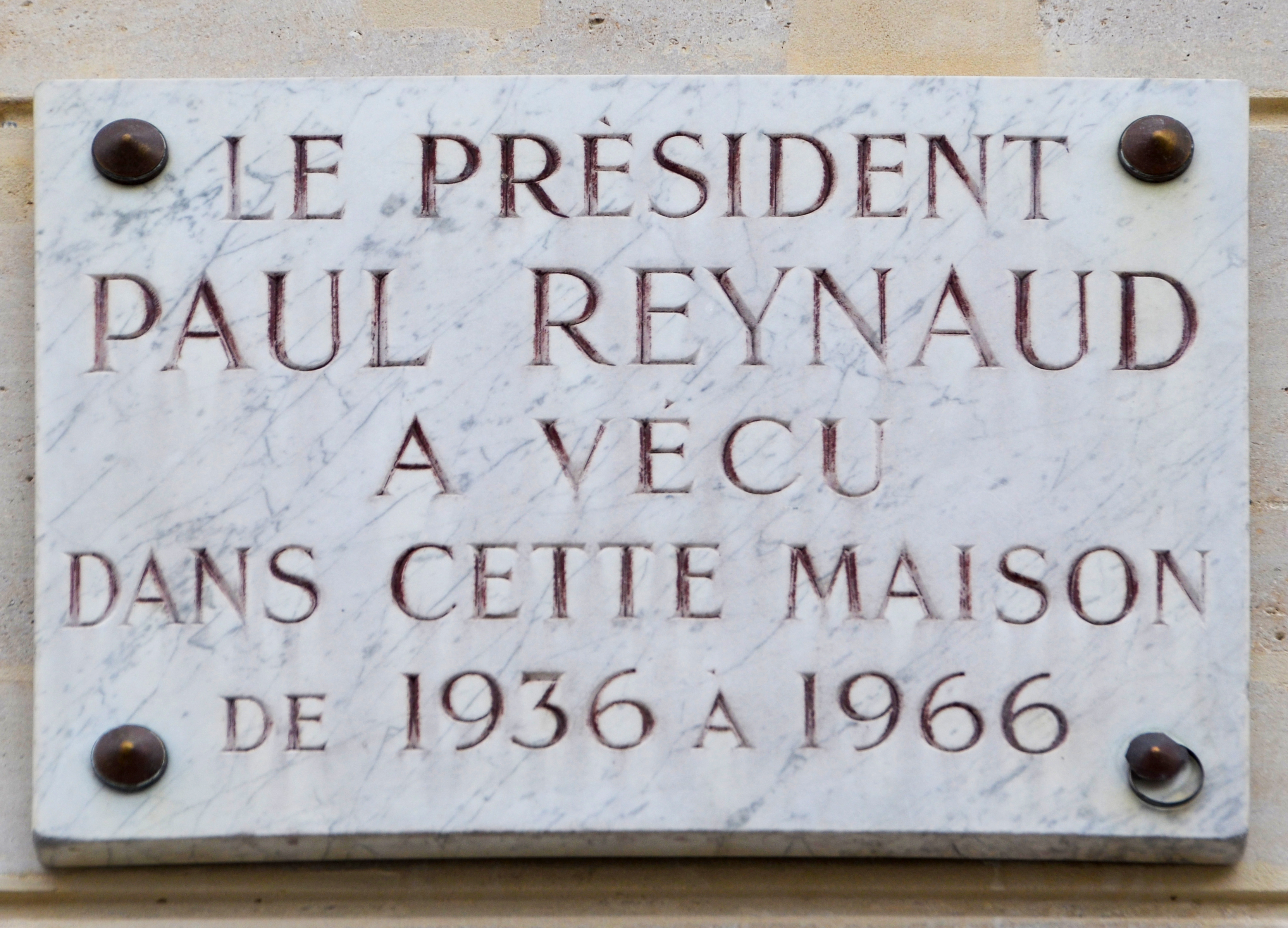
Plaque 5 place du Palais-Bourbon (7e arrondissement de Paris), où il vit de 1936 à 1966.

- Chevalier de la Légion d'honneur à titre militaire (décret du 5 novembre 1928)[39]
- Croix de guerre 1914-1918, étoile de bronze (1 citation à l'ordre du régiment en 1919)[39]
- Croix de guerre des Théâtres d'opérations extérieurs (1 citation à l'ordre de la Mission française en Sibérie en 1919)[39]
- Chevalier grand-croix de l'ordre royal de Victoria (1931)[40],[41]

À Paris, la place Paul-Reynaud lui rend hommage.

## Écrits
Paul Reynaud est l'auteur de différents essais, dont :
- Waldeck-Rousseau (préf. A. Millerand), Paris, Grasset, 1913, 231 p. (OCLC 461792330).
- L'Angleterre avant et pendant la guerre. Librairie Bernard Grasset, 1919, 146 p.[42]
- Les trois glorieuses : 27, 28 et 29 juillet 1830, Paris, Hachette, coll. « Récits d'autrefois », 1927, 126 p. (OCLC 420060092).
- Jeunesse, quelle France veux-tu ?, Paris, Éditions Gallimard, coll. « Récits d'autrefois », 1936, 96 p. (OCLC 716638320, BNF 33153532).
- Le problème militaire français, Paris, Flammarion, 1937 (OCLC 922200321, BNF 31205268).
- Courage de la France, Paris, Flammarion, 1939, 210 p. (OCLC 906436834).
- Finances de guerre, Paris, Flammarion, 1940, 225 p. (OCLC 44120751).
- Le destin hésite, Paris, Flammarion, 1946, 114 p. (OCLC 489574635, BNF 32567603).
- La France a sauvé l'Europe, t. I et II, Paris, Flammarion, 1947, 626 et 622 p. (OCLC 1906394, BNF 32567610). Édition entièrement revue : Au cœur de la mêlée (1930-1945), Paris, Flammarion, 1951 (OCLC 876528198).
- S'unir ou périr, Paris, Flammarion, 1951, 300 p. (OCLC 603737531).
- Mémoires, vol. I : Venu de ma montagne, Paris, Flammarion, 1960, 509 p. (OCLC 80228283, BNF 33153537).
- Mémoires, vol. II : Envers et contre tous ; 7 mars 1936 - 16 juin 1940, Paris, Flammarion, 1963, 538 p. (OCLC 81812445, BNF 33153535).
- Carnets de captivité. 1941-1945. Fayard, 1997, (ISBN 978-2213597980).

## Héritage
Selon Raymond Aron, Paul Reynaud fut « le plus intelligent de nos hommes politiques de l'entre-deux-guerres » au vu de ses différentes prises de position parfois novatrices et à contre-courant sur la crise des années 1930 en France et les conceptions du général de Gaulle dans le domaine de la stratégie. Homme de convictions, il n'hésita pas à se marginaliser, voire à mettre sa carrière en péril, notamment lors du référendum du 28 octobre 1962.
Les papiers personnels de Paul Reynaud et d´Yves Bouthillier, son secrétaire général au ministère des Finances, puis son ministre des Finances et du Commerce dans son cabinet, sont conservés aux Archives nationales sous la cote 74AP.

### Filmographie
- Olivier Broche, Paul Reynaud, un indépendant politique, 1 h 00, France, 2003.